# Helene Fauske
Helene Gigstad Fauske, née le 31 janvier 1997 à Bærum, est une handballeuse internationale norvégienne qui évolue aux postes de demi-centre et d'arrière gauche au club des Neptunes de Nantes et en équipe de Norvège.

## Biographie
Helene Fauske commence le handball dans le club de sa ville natale de Bærum, le Stabæk Håndball, avec qui elle débute en première division lors de la saison 2013-2014. En 2017, elle est élue meilleure arrière gauche du championnat de Norvège, avant de rejoindre, à l'été, le club danois du FC Midtjylland Håndbold. Pour sa première saison, elle inscrit notamment 29 buts en Ligue des champions. À la fin de la saison, le club est renommé Herning-Ikast Håndbold. En 2019, Herning-Ikast est finaliste du championnat du Danemark et Helene Fauske est élue meilleure arrière gauche du championnat du Danemark.
Helene Fauske est régulièrement sélectionnée dans les équipes nationales de jeunes, avant de connaître, le 15 juin 2017, sa première sélection en équipe nationale de Norvège. Fauske a atteint la finale du championnat du monde 2017 en Allemagne. Elle est néanmoins remplacée dans la sélection Silje Solberg avant la finale elle-même.
Après quatre saisons à Herning-Ikast Håndbold, Fauske s'engage avec le Brest Bretagne Handball à compter de la saison 2021-2022. A l'issue de cette première saison avec Brest, elle se distingue en étant la meilleure buteuse du club dans le championnat français (118 buts en 27 matchs) et en Ligue des champions (87 buts); cette saison elle est la 7e meilleure buteuse du championnat français et la 6e meilleure buteuse ex æquo de la Ligue des champions. Le club atteint la finale du championnat français (il s'incline et finit vice-champion) et les quarts de finale de la Ligue des champions. Fauske fait aussi un retour dans la sélection nationale norvégienne lors de l'EHF EURO CUP 2022 (tournoi entre nations déjà qualifiées pour le Championnat d'Europe 2022),,.

## Palmarès

### En sélection
championnats du monde
- finaliste du championnat du monde 2017

Autres compétitions
- vainqueur du tournoi EHF EURO Cup 2022 [11]

### En club

#### compétitions nationales
- vainqueur de la coupe du Danemark en 2019 (avec Herning-Ikast Håndbold)
- finaliste du championnat du Danemark en 2019 (avec Herning-Ikast Håndbold)
- finaliste du championnat de France en 2022 (avec le Brest Bretagne Handball)

### Distinctions individuelles
- élue meilleure arrière gauche du championnat de Norvège en 2017[3]
- élue meilleure demi-centre du championnat du Danemark en 2019[5]
- Meilleure buteuse de la Ligue européenne 2020-2021 (61 buts)
- Joueuse du mois du championnat de France en février 2022